# Mysłakowice
Mysłakowice (Duits: Zillerthal-Erdmannsdorf) is een dorp in het Poolse woiwodschap Neder-Silezië, in het district Jeleniogórski. De plaats maakt deel uit van de gemeente Mysłakowice en telt 5100 inwoners.